# 怪獣島の決戦 ゴジラの息子
『怪獣島の決戦 ゴジラの息子』（かいじゅうとうのけっせん ゴジラのむすこ）は、1967年（昭和42年）12月16日に公開された日本映画。ゴジラシリーズの第8作。製作・配給は東宝。カラー、東宝スコープ。略称は『息子』。監督は福田純、主演は高島忠夫。
初回興行時の観客動員数は248万人。併映は『君に幸福を センチメンタル・ボーイ』（監督：丸山誠治、主演：舟木一夫、東京映画作品）。

## 概要
前作『ゴジラ・エビラ・モスラ 南海の大決闘』に続き、南海の島が舞台となっている。本編の撮影についてはグアム島ロケが敢行され、話題となった（詳細は#グアム島ロケを参照）。
公開当時は第一次怪獣ブームが起きていたことから、年少観客層を意識してゴジラの子供ミニラを登場させている。これを受けて「ゴジラはオスなのかメスなのか」が話題となり、当時の宣伝材料では「パパゴジラ」と表記された。また、福田は「父子の情愛を描きたかった」とコメントしている。ゴジラ親子の情愛が特撮パートで描かれていることが本作品の特徴であるが、東宝プロデューサーの田中友幸はゴジラの擬人化により凄みを失ったと述べている。
ストーリー面では、ミニラのコミカルな描写やゴジラとの親子のやりとりなどほのぼのとした要素も見られるものの、本筋は科学者たちによるハードな内容となっている。ヒロインのサエコとミニラの交流など、ストーリー面でも映像面でも本編と特撮の融合がなされている。
「バヤリース」や「パンアメリカン航空」とのタイアップが行なわれている。
怪獣ブームを意識して制作された作品であったが、観客動員は前作を大きく下回り、東宝は次作『怪獣総進撃』をもってシリーズを終了することを決定した。書籍『ゴジラ・デイズ』（集英社）では、シリアスな本編とコメディタッチの特撮が不調和であったと評価している。
後にヨーロッパでは劇場公開されたが、アメリカではテレビ放映とビデオ発売のみであった。

## あらすじ
太平洋上。嵐の中を飛ぶ気象観測機が、海上を進むゴジラを発見する。進行方向には南海にゾルゲル島という孤島があるのみだった。
そのゾルゲル島では将来の人口増加に伴う世界的な食糧難対策として、楠見恒蔵博士を中心とした実験隊により、合成放射能ゾンデを利用した国連食糧計画機構によって気象コントロールによる農地化の実験「シャーベット計画」が秘密裡に進められていた。フリー記者の真城伍郎はこれを嗅ぎつけて取材を申し込んだことで、副隊長の藤崎の口添えで実験隊の雑用兼炊事係となる。
いよいよ開始される気象コントロール実験であったが、島の中央部から放たれた謎の妨害エネルギーにより、合成放射能ゾンデ打ち上げは失敗する。実験中抜け出した伍郎は海岸で不思議な美少女を発見する。実験の失敗により島は4日間に渡って摂氏70度の異常高温に見舞われ、生息していた大カマキリが怪獣カマキラスへと変貌した。
カマキラスは妨害エネルギーを発信していた三角山を崩すと巨大な卵を掘り起こし、その卵の中からミニラが孵化する。3匹のカマキラスがミニラを攻撃しはじめたとき、そこへミニラの親であるゴジラが海岸から上陸してきた。実験を失敗させた妨害エネルギーは、親を呼ぶミニラのテレパシーだったのだ。
実験所は壊滅し、楠見博士たちは洞窟に避難する。伍郎は海岸で出会った美少女サエコが、20年前に島から日本の考古学チームが引き上げる際に一人残った研究者、マツミヤ博士の娘であることを知る。サエコはすっかりミニラと仲良くなっていた。やがて実験チームを襲う熱病に、サエコは「クモンガの谷」の向こうにある「赤い沼」の水が特効薬であると教える。サエコの案内で水を汲みに向かう伍郎が見たものは、ミニラの腕白ぶりに手を余すパパゴジラの姿だった。
赤い沼の水で回復した楠見博士たちは、洞窟内に機材を移動させて再び実験を開始することを決意する。そこへ覚醒したクモンガが洞窟を襲い、一行は危機に直面する。偶然にミニラが現れ今度はそれを餌食にしようとするが、ミニラの声に呼ばれたゴジラが救いに入る。親子との対決が激化したところにカマキラスも加わった。最後の望みは、気象コントロールで島を凍結させ、怪獣たちが冬眠した隙に脱出することだった。
冷凍ゾンデと合成放射能ゾンデが再び打ち上げられて実験は成功し、気温が低下したことで大吹雪が島を包んでいく。サエコとともに島から離れて歓声を上げる楠見たちの目には、クモンガを倒したゴジラがミニラと抱き合って雪の中で冬眠につく姿が映っていた。

## 登場怪獣
ゴジラ

ミニラ

カマキラス

クモンガ

## 登場人物
楠見博士（）
ゾルゲル島気象コントロール実験隊の隊長である気象学者。

松宮 サエコ（）
ゾルゲル島を調査していた考古学者である松宮博士の娘。父とともに島に住んでいたが、7年前に博士が死亡してからは一人で洞窟に暮らしていた。母はサエコの出産後に亡くなっている。

真城 伍郎（）
フリーの記者（トップ屋）。気象コントロール実験を取材するため、単身パラシュートでゾルゲル島に降下。取材は楠見博士に断られるが、藤崎の助言により雑用係として島に滞在する。

藤崎（）
気象コントロール実験隊の副隊長。いかなる事態でも冷静さを失わず、隊員たちのまとめ役を務める。

森尾（）
気象コントロール実験隊隊員。実験以前から楠見の研究室に勤めており、楠見を「オヤジ」と呼ぶ。
- 演じた佐原健二は、帽子のツバを折り上げることで、陽気な人物であることを強調している。

古川（）
気象コントロール実験隊隊員。森尾と同様、楠見の実験室から参加したが、孤島での生活に耐えきれずノイローゼとなる。

小沢（）
気象コントロール実験隊隊員。楠見に憧れて実験隊に参加する。

田代（）
気象コントロール実験隊隊員。

鈴木（）
気象コントロール実験隊隊員。

## 登場武器・メカニック
気象コントロールタワー
ゾルゲル島シャーベット計画の主要設備。基地から離れた場所に2基設置されている。
上部のパイプから沃化銀を噴出し、人工雲を発生させる。
- 造形物は、ミニチュアのほか、入り口部分の実物大セットが2基共用で作られた。ミニチュア上部の噴射部分にはロッキージョイントを用いている。

冷凍ゾンデ
気象コントロール実験に用いられる気球。内部温度はマイナス115度で、上空700-800メートルで爆発して上昇気流を発生させ、空気を冷却する。

放射能ゾンデ
気象コントロール実験に用いられる気球。冷凍ゾンデの爆破後に上空1,000メートルで爆発し、合成放射能によって太陽熱を吸収する。
しかし、予定高度に達する前に爆発したため反転現象が起こり、島内が摂氏70度の異常高温となってしまう。

気象観測機
ゾルゲル島上空を飛行していた観測機。海上でゴジラを発見する。

国連潜水艦（国連原子力潜水艦）
気象コントロール実験隊を救出に来た潜水艦。

マーリンM336
ゾルゲル島気象コントロール実験隊が装備するレバーアクション小銃。襲撃してくる怪獣たちに対して使用されるほか、ノイローゼで精神に異常をきたした古川が持ち出して隊員たちに銃口を向けてしまう。

## 設定
ゾルゲル島
国連食糧機構によりシャーベット計画が進められている南海の孤島。
- 名称は、化学用語のゾルゲル法（Solgel）に由来し、新生命誕生を予感させる混沌を意味している。

サエコの洞窟
松宮父娘が棲んでいた洞窟。内部には階段や机などが設けられており、住居として整えられている。
実験基地が危機に陥った際には臨時の実験隊本部となった。
赤い熱い沼
ゾルゲル島にある沼。赤い沼の水には解毒効果がある。岸辺にはゴジラとミニラが棲んでいる。
クモンガの谷
クモンガが生息する谷。

## キャスト
- 楠見博士[出典 26]：高島忠夫
- サエコ[出典 27]（松宮サエコ[103]、マツミヤサエコ[39]）：前田美波里
- 真城伍郎[出典 28]：久保明
- 藤崎[出典 29]：平田昭彦
- 森尾[出典 30]：佐原健二
- 古川[出典 31]：土屋嘉男
- 気象観測機機長[出典 32][注釈 9]：黒部進
- 気象観測機操縦士[出典 33]：鈴木和夫
- 小沢[出典 34]：丸山謙一郎
- 田代[出典 35][注釈 10]：久野征四郎
- 鈴木[出典 36][注釈 10]：西條康彦
- 気象観測機無線員[101][112][注釈 11]：当銀長太郎
- 気象観測機計測員[101][113][注釈 11]：大前亘
- ゴジラ：大仲清治[101][114][注釈 12]、関田裕[13][31]、中島春雄[114][注釈 13]
- ミニラ[101][114]：小人のマーチャン

### キャスト（ノンクレジット）
- 国連潜水艦乗組員：オスマン・ユセフ[116]

## スタッフ
参照
- 製作：田中友幸
- 脚本：関沢新一、斯波一絵
- 撮影：山田一夫
- 美術：北猛夫
- 録音：渡会伸、伴利也
- 照明：山口偉治、小島正七
- 音楽：佐藤勝
- 整音：下永尚
- 監督助手：長野卓
- 編集：藤井良平
- 音響効果：金山実
- 現像：東京現像所
- 製作担当者：坂本泰明
- 特殊技術
  - 撮影：富岡素敬、真野田陽一
  - 光学撮影：徳政義行
  - 美術：井上泰幸
  - 照明：原文良
  - 合成：向山宏
  - 操演：中代文雄
  - 監督助手：中野昭慶
- 協力：パン・アメリカン航空
- 特技監修：円谷英二
- 特技監督：有川貞昌
- 監督：福田純

### スタッフ（ノンクレジット）
- スチール：山崎淳[要出典]
- 特殊技術
  - 光学撮影：川北紘一、小野田浩[13]
  - 特撮作画：飯塚定雄、川名正[13]
  - 火薬：山本久蔵[要出典]
  - 造型：利光貞三（チーフ[要出典]）、八木康栄、安丸信行[13]
  - 編集：石井清子[要出典]
  - スチール：田中一清[13]

## 製作
監督は、本編に福田純、特撮に特技監督へ正式に昇格した有川貞昌と、前作に続いて若手が起用された。通常は監督が決定してから内容を検討していくが、本作品では有川が就任する前に『ゴジラの息子』というタイトルが決定していた。
ミニラの登場について、プロデューサーの田中友幸は「苦し紛れに考えだした」と述べているが、有川は「あとで聞いた話」として「私が二代目の特技監督に決まって、それでゴジラにも息子を、というアイデアが出た」と述べている。クランクアップ後、有川はミニラ役の小人のマーチャンから記念に電気カミソリを贈られ、「今でも使っていて、使うたびに良き時代が思い出されます」と語っている。
脚本は関沢新一とその弟子である斯波一絵の連名となっているが、実際の台本は関沢によるものとされ、斯波が執筆した『二匹のゴジラ 日本SOS!!』が原型となっている。『二匹のゴジラ』は後年に発見され、書籍『ゴジラ 東宝特撮未発表資料アーカイブ』で初公開された。
音楽も、前作に引き続き佐藤勝が担当。本作品では、複数のパーカッションを用いた色彩感のあふれるシンフォニック・ポップスの趣となっている。また、怪獣ごとにモチーフを変えて特徴づけているが、後年のインタビューで佐藤は擬人化していてやりすぎだったと述懐している。
出演俳優の多くは、東宝特撮の常連俳優で固められた。シリーズ第1作『ゴジラ』などにも出演し、本作品には藤崎役で出演した平田昭彦は、本作品について「サービスで子供向けを作るのもたまには良いが、ゴジラの本質は悪の権化である」と語っている。

### グアム島ロケ
本作品では、パンアメリカン航空とのタイアップによるゴジラ映画初の海外ロケが行われ、主要なキャストがグアム島へ渡った。ただし、楠見博士役の高島忠夫だけはロケに参加しなかったため、代わりに現地で雇った高島に似た代役で撮影された。後年、高島は飛行機を苦手としていたために海外ロケを断ったとの旨を明かしており、「妻（寿美花代）の分のチケットも用意する」とまで言ってきた田中による説得を「女房が乗ろうが僕は飛行機には乗らない」とかたくなに拒絶した結果、彼や共演者からも批判されたという。
ジャングルにてロケを行った際、現地人から日本兵の生き残りがいると聞いた土屋嘉男は冗談半分で「戦争は終わった」と声をかけていったが、数年後には横井庄一が実際にその付近に潜伏していたことが明らかとなった。

### 特撮
本作品の敵怪獣は、すべて着ぐるみではなく操演で表現された。特技監督の有川貞昌は、カメラマン時代は操演スタッフに同情的な立場であったが、本作品では監督として無理難題を要求せねばならず、中島春雄が間に立って仲介したという。
ゾルゲル島に降る雪には発泡スチロールが使われているが、有川は「体表で溶けていく」という表現にこだわり、一部にパラフィン（蝋）を使っている。これを噴霧器で撒いて照明で光らせることにより、溶けているように見せている。材料費が高いことからアップのみの使用となったが、このパラフィンによってゴジラ親子の顔の上でゆっくりと溶ける雪のカットを撮ることができた。しかし、撮影終了後は（発泡スチロールやパラフィンにまみれた）スーツや機材の手入れが大変だったという。
本作品のゴジラを演じるのは、前作まで演じ続けてきた中島ではなく俳優の大仲清治である。これは本作品のゴジラスーツがミニラとの対比上、大き目に製作されていたためであり、中島よりも長身の大仲がスーツアクターに選ばれた。大仲の起用にあたり、中島は円谷英二から直接説明をうけたという。中島はプール撮影でのみゴジラを演じているが、大仲が野球の試合中に指を負傷したために途中降板し、その後の撮影では関田裕がゴジラを演じている。
クライマックスでの雪に埋もれていくゴジラとミニラの演出は、高く評価されている。有川は、脚本に物足りなさを感じたことからラストシーンを長撮りし、思いっきり人間臭い浪花節にしたかったと述べているほか、このシーンでぬいぐるみ表現の限界に挑戦したことを語っている。本作品で照明技師に昇格した原文良も、ラストシーンの照明はうまくいったといい、本作品を印象深い作品に挙げている。
ゴジラがカマキラスを背負い投げするシーンでは、ホリゾント上部のスタジオの天井が映り込んでいる。

## 再上映
「東宝チャンピオンまつり」
1973年夏興行でリバイバル上映された。この再上映は、当時の上映規定に則って短縮再編集版で行われた。上映時間は66分。観客動員数は61万人。雷門ケン坊によるイメージソング「怪獣のクリスマス」も発売された。
同時上映は、『愛の戦士レインボーマン』『ウルトラマンタロウ』『科学忍者隊ガッチャマン』『おもちゃ屋ケンちゃん』『山ねずみロッキーチャック』。
「ゴジラ映画大全集」
1979年夏に日劇のほか全国5つの東宝直営館で組まれた特集企画。8月7日に再上映された。

## 漫画
- 冒険王 1968年1月号（作画：井上智）[132][133]
- 少年 1968年1月号別冊付録（作画：中沢啓治）[出典 43]。1993年に『ゴジラVSメカゴジラ決戦史』（竹書房）へ収録された[134]。
- 映画テレビマガジン 1973年8月号（作画：真樹村正）

## 映像ソフト
8mmフィルム
大沢商会から、1972年ごろに特撮部分を編集した8mmフィルムとソノシート、絵本をセットにした『怪獣No.1ゴジラ』が発売された。それは本作品と『南海の大決闘』と『オール怪獣総進撃』を再編集したものである。
ビデオ
VHS、ベータマックスともに1980年代初頭に左右トリミングサイズで発売。のちにシネマスコープサイズで再発売。品番 TG4013。
1991年12月1日に廉価版発売。品番TG4294。
レーザーディスク
品番 TLL2077、TLL2234
1989年11月21日に再発売。
1992年8月1日に発売されたLD-BOX「ゴジラ激闘外伝」に、東宝チャンピオンまつり版が収録された。
DVD
- 2003年7月25日にジュエルケース版が発売された。オーディオコメンタリーは有川貞昌。 8mm三点セット「怪獣No.1ゴジラ」が特典として収録されている。
- 2005年4月22日発売の「GODZILLA FINAL BOX」にも収録されている。
- 2008年2月22日発売のトールケース版「ゴジラ DVDコレクションII」にも収録されており、単品版も同時発売された。
- 2014年5月14日には「ゴジラ60周年記念版」として、期間限定の廉価版が発売された。
- 2016年6月15日には東宝DVD名作セレクション版が発売された。

Blu-ray Disc
2014年7月16日に発売された。

## その他の作品
ソノシート『怪獣島の決戦 ゴジラの息子』
1967年12月15日に朝日ソノラマから発売された。脚色は辻真先が手がけた。

## 関連作品
- 日本一の男の中の男 - 1967年公開。劇中、植木等演じる主人公が喫茶店で歌う場面でバックの映像に本作品のゴジラが映る[146]。一瞬ではあるが植木等とゴジラが同一画面に映った唯一の作品。
- じゃりン子チエ（映画） - 劇中、主人公のチエが映画館で本作を鑑賞するシーンがあり、本作品の映像が使われている[147]。
- 20世紀少年 - 劇中でケンヂとキリコが見に行った映画として登場する[148]。また、2009年に公開された『20世紀少年 第2章 最後の希望』の劇中で本作品の映像が使われている[148]。